# Haliimaile
Haliimaile est une census-designated place de l'État d'Hawaï dans le comté de Maui, aux États-Unis. En 2010, la population était de 964 habitants.

## Démographie
| 2000  | 2010 | - | - | - | - |
| ----- | ---- | - | - | - | - |
| 2 148 | 964  | - | - | - | - |

| Groupe            | Haliimaile | Hawaï | États-Unis |
| ----------------- | ---------- | ----- | ---------- |
| Asiatiques        | 35,0       | 38,6  | 4,8        |
| Métis             | 30,0       | 23,6  | 2,9        |
| Blancs            | 20,5       | 24,7  | 72,4       |
| Océaniens         | 11,8       | 10,0  | 0,2        |
| Autres            | 2,5        | 1,3   | 6,2        |
| Afro-Américains   | 0,1        | 1,6   | 12,6       |
| Amérindiens       | 0,1        | 0,3   | 0,9        |
| Total             | 100        | 100   | 100        |
|                   |            |       |            |
| Latino-Américains | 11,7       | 8,9   | 16,7       |

Selon l'American Community Survey, pour la période 2011-2015, 74,82 % de la population âgée de plus de 5 ans déclare parler l'anglais à la maison, 11,09 % le tagalog, 8,27 % déclare parler une langue polynésienne, 1,82 % l'hébreu, 1,27 % le japonais, 1,0 % l'espagnol, 0,82 % le coréen et 0,91 % une autre langue.